# Alan Bissett
Alan Bissett (né le 17 novembre 1975 à Falkirk) est un écrivain écossais originaire d'Hallglen. Après la publication de ses deux premiers romans, Boyracers et The Incredible Adam Spark, il fut connu pour son écriture particulière de la langue scots, dans un style spécifique à Falkirk, parsemé de références à la culture populaire et à l'idéologie socialiste. Bissett a occupé un poste de maître de conférences en Creative Writing au Brettono Hall College (aujourd'hui rattaché à l'université de Leeds), puis enseigna à l'université de Glasgow. Depuis 2007, il se consacre entièrement à l'écriture.

## Biographie
Alan Bissett a fait ses études secondaires à Falkirk, puis ses études universitaires à l'université de Stirling, où il a remporté un premier prix en Littérature Anglaise et Éducation. Après un court passage à Elgin Academy en tant que professeur de lycée, il valida un Masters en langue anglaise à l'université de Stirling. C'est à cette période qu'il publia un recueil de nouvelles de style gothique se déroulant en Écosse (Damage Land, 2001) et écrivit son premier roman, Boyracers.
Il appartient aujourd'hui au groupe d'écrivains de Glasgow G7, aux côtés de Nick Brookes, Rodge Glass, Laura Marney, Alison Miller, Zoë Strachan et Louise Welsh.

### Romans
- Boyracers (2001)
- The Incredible Adam Spark (2005)
- Death of a Ladies' Man (July 2009)

### Nouvelles
- Damage Land : New Scottish Gothic Fiction (2001)
- In the Event of Fire : New Writing Scotland 27 (2009)